# Hendrik van Gent (astronoom)
Hendrik van Gent (Pernis, 14 september 1899 – Amsterdam, 29 maart 1947) was een Nederlands astronoom.
Hij verhuisde in 1928 naar Zuid-Afrika met als doel vanaf het Zuidelijke Station van de Sterrewacht Leiden de zuidelijke sterrenhemel in Johannesburg te observeren met behulp van fotografische platen. Hij deed onderzoek naar variabele sterren. Hendrik van Gent promoveerde in 1932 bij Ejnar Hertzsprung. De titel van zijn proefschrift was 'Veranderlijke sterren op een veld van 10° bij 10° in of nabij het sterrenbeeld Corona Australis'. 
Hij ontdekte 39 planetoïden en diverse kometen. 
De krater Van Gent, die gelegen is op de achterkant van de maan, en de planetoïde 1666 van Gent zijn naar hem genoemd. In 1946 keerde van Gent terug naar Nederland om daar aan zijn waarnemingen te werken. 

## Ontdekkingen (selectie)
- 1132 Hollandia
- 1133 Lugduna
- 1336 Zeelandia
- 1353 Maartje
- (1383) Limburgia
- 4511 Rembrandt